# Міни (присілок)
Міни (рос. Мины) — присілок у Гатчинському районі Ленінградської області Російської Федерації.
Населення становить 1006 осіб. Належить до муніципального утворення Вирицьке міське поселення.

## Географія
Населений пункт розташований на південній околиці міста Санкт-Петербурга.

## Історія
Згідно із законом від 16 грудня 2004 року № 113—оз належить до муніципального утворення Вирицьке міське поселення.

## Населення
| 2007 | 2010  | 2017  |
| ---- | ----- | ----- |
| 997  | ↗1199 | ↘1006 |